# Ляху-Наку
Ляху-Наку (рум. Leahu-Nacu) — село у повіті Ясси в Румунії. Входить до складу комуни Делень.
Село розташоване на відстані 346 км на північ від Бухареста, 60 км на північний захід від Ясс.

## Населення
За даними перепису населення 2002 року у селі проживали 93 особи, усі — румуни. Усі жителі села рідною мовою назвали румунську.